# King Hedley II
King Hedley II è un'opera teatrale del 1999 del drammaturgo statunitense August Wilson, nona pièce del ciclo di Pittsburgh.

## Trama
L'ex galeotto King Hedley II cerca di costruirsi una vita e desidera rilevare una videoteca. Per farlo, King ha bisogno di diecimila dollari e per ottenere questa somma l'uomo comincia a vendere frigoriferi rubati.

## Storia delle rappresentazioni
King Hedley II ha debuttato al Pittsburgh Public Theater di Pittsburgh l'11 dicembre 1999 e fu successivamente riproposto sulle scene di Seattle, Boston, Los Angeles, Chicago e Washington.
Il dramma ha fatto il suo esordio a Broadway nel 2001, rimanendo in cartellone al Virginia Theatre per novantasei rappresentazioni dal 1º maggio al 1º luglio. Marion McClinton curava la regia e il cast annoverava Brian Stokes Mitchell (King), Leslie Uggams (Ruby), Charles Brown (Elmore), Viola Davis (Tonya), Stephen McKinley Henderson (Stool Pigeon) e Monté Russell (Mister). La pièce ha ottenuto recensioni molto positive, ottenendo sei candidature ai Tony Award; per la sua interpretazione Viola Davis ha vinto il Tony Award alla miglior attrice non protagonista in un'opera teatrale. La pièce è stata inoltre candidata al Premio Pulitzer per la drammaturgia.
Nel 2007 King Hedley II è stato riproposto nell'Off Broadway, in scena al Peter Norton Space per la regia di Derrick Sanders. Stephen McKinley Henderson per l'occasione è tornato a recitare nel dramma, questa volta nel ruolo di Elmore.